# Bahamas ai Giochi della XXV Olimpiade
Le Bahamas parteciparono ai Giochi della XXV Olimpiade, svoltisi a Barcellona, Spagna, dal 25 luglio al 9 agosto 1992, con una delegazione di 14 atleti impegnati in quattro discipline.

## Medagliere

### Per discipline
| Sport        | Oro | Argento | Bronzo | Totale |
| ------------ | --- | ------- | ------ | ------ |
| Salto triplo | 0   | 0       | 1      | 1      |
| Totale       | 0   | 0       | 1      | 1      |

### Medaglie
| Medaglia | Atleta           | Sport            | Evento       |
| -------- | ---------------- | ---------------- | ------------ |
| Bronzo   | Frank Rutherford | Atletica leggera | Salto triplo |